# 塞尔维亚起义
塞尔维亚起义又稱塞尔维亚革命，是1804年至1817年之间塞尔维亚人發起的反對奧斯曼土耳其帝國的暴動。 
1389年科索沃战役，奥斯曼帝国擊敗塞尔维亚帝国，1459年，奥斯曼帝国正式吞并塞爾維亞。1804年2月，塞爾維亞人在舒马迪亚发动反對奧斯曼土耳其帝國的暴動，即第一次塞尔维亚起义。卡拉喬爾傑·彼得羅維奇是此次暴動的領導人。1805年，卡拉喬爾傑·彼得羅維奇派人來到伊斯坦布爾，向奥斯曼帝国蘇丹提出塞爾維亞應實行地方自治，但遭到拒绝。1806年，塞爾維亞人攻占了贝尔格莱德等地。1807年年初，塞爾維亞人与奥斯曼帝国蘇丹谢利姆三世簽署和约。谢利姆三世允許塞尔维亚自治，塞尔维亚人可以选举大公管理當地，奥斯曼帝国軍隊撤出塞尔维亚。1806年年末，第七次俄土战争爆发，1807年3月，塞爾維亞人選擇与俄羅斯帝國結盟對抗奥斯曼帝国，於是奥斯曼帝国拒絕實施和约。1812年，布加勒斯特条约簽訂，奥斯曼帝国決定赦免塞尔维亚人並再度同意允許塞爾維亞人自治。1813年，奥斯曼帝国拒絕履行協議並进攻塞爾維亞人。10月，奥斯曼帝国軍隊占领贝尔格莱德。奥斯曼帝国軍隊對塞爾維亞人展開報復，10万余塞爾維亞人離開當地。
1815年4月，塞爾維亞人決定再度起兵對抗奧斯曼帝國，第二次塞尔维亚起义爆發，米洛斯·歐布雷諾維奇一世是這次暴動的負責人。塞爾維亞人重新佔領了塞尔维亚部分地區。同年10月，奧斯曼帝國与米洛斯·歐布雷諾維奇一世談判，奧斯曼帝國再度承諾給予塞爾維亞人自治權和选举大公的权利，塞尔维亚要向奧斯曼帝國缴纳年贡，允許奧斯曼帝國在贝尔格莱德等地派駐軍隊，塞爾維亞依舊是奧斯曼帝國的一部分。1817年11月，米洛斯·歐布雷諾維奇一世出任塞爾維亞公國大公。1830年和1833年，奧斯曼帝國兩度承認塞爾維亞公國的自治公国地位。1835年，塞爾維亞公國通過憲法废除了封建制度和農奴制。1867年，奧斯曼帝國從塞爾維亞公國撤軍，這意味著塞爾維亞獲得事實上的獨立。1878年柏林會議召開，奧斯曼帝國承認塞爾維亞獨立。